# Vincenc Smělík
Vincenc Smělík (17. září 1919 Tupesy – ?) byl český partyzánský velitel v období druhé světové války.

## Život

### Před druhou světovou válkou
Vincenc Smělík se narodil 17. září 1919 v Tupesech na Uherskohradišťsku. Maturoval na gymnáziu a poté se oženil.

### Druhá světová válka
Vincenc Smělík se v roce 1940 přihlásil do Vládního vojska Protektorátu Čechy a Morava jednak z důvodu potřeby zajistit rodinu, jednak aby předešel totálnímu nasazení a jednak, aby si osvojil vojenské dovednosti, které by mohl upotřebit v případě protiněmeckého povstání. V něm mezi zářím 1941 a prosincem 1942 absolvoval kurz důstojnického dorostu, získal hodnost poručíka a sloužil v Lipníku nad Bečvou. V květnu 1944 byl i s jednotkou odvelen do severní Itálie. Zde společně s devatenácti dalšími muži 22. června téhož roku zběhl za pomoci místního faráře ve Val Rio Maggiore k italským partyzánům. S sebou zběhové přenesli kromě osobní výstroje a výzbroje i osm samopalů a osm kulometů. Ze zmíněných mužů vytvořil Vincenc Smělík Československou partyzánskou skupinu Chiaves, která se již 26. června zapojila do bojů o Lanzo Torinese a poté dalších bojů v okolí Chiaves. Dne 19. srpna se zúčastnila výpadu do San Francesca al Canysa, při kterém došlo k zapálení muničního skladiště a ukořistění dvou kanónů. Těmi pak hned následující den ostřelovala německou posádku v Lanzu Torinese. Po žádosti o pomoc od npor. Leopolda Vrány se přesunula 22. srpna 1944 k Fornu Canavese, ke zlikvidovala oddíl německé Schutzpolizei, čímž partyzány npor. Vrány pomohla vymanit z hrozícího obklíčení. Mezi 5. a 9. zářím přešli Smělíkovi partyzáni Alpy do Francie, kde byli začleněni do Československé samostatné obrněné brigády. Vincenc Smělík byl odeslán k náhradnímu tělesu jednotky do Spojeného království k tankovému výcviku a dalších bojů se již nezúčastnil.

### Po druhé světové válce
Po druhé světové válce Vincenc Smělík krátce sloužil u tankistů, poté armádu opustil, vrátil se do rodných Tupes a začal pracovat v zemědělství.

## Vyznamenání
- Československý válečný kříž 1939
- Československá medaile za zásluhy I. stupně
- Odznak Československého partyzána
- Pamětní medaile československé armády v zahraničí
- Garibaldiho medaile